# Unimed
 (octobre 2012).
Si vous disposez d'ouvrages ou d'articles de référence ou si vous connaissez des sites web de qualité traitant du thème abordé ici, merci de compléter l'article en donnant les références utiles à sa vérifiabilité et en les liant à la section « Notes et références ».
Ne pas confondre avec UNIMED, réseau d'universités de la Méditerranée.
Unimed est une entreprise suisse active dans le secteur biomédical mondial. Elle produit et commercialise un large éventail d'aiguilles et instruments médicaux. Son siège social est situé à Ecublens en Suisse.
Depuis son origine, elle a pour logo une embase d'aiguille médicale, un des composants majeurs des produits de l'entreprise. Le logo a été créé par le fondateur Karl Schoenholzer.

## Préambule historique
En 1936, Pierre-Jean Guisan, fils de médecin et neveu du général Guisan, commence la fabrication d'aiguilles hypodermiques dans de modestes locaux, plus précisément dans une cave à l'avenue de Cour à Lausanne. Rapidement, il trouve des locaux plus appropriés, à la rue de Genève. La société qu'il fonde sous le nom de P.-J. Guisan S.A. fabrique des aiguilles hypodermiques pour médecins et dentistes.

À l'époque, les tubes pour la fabrication d'aiguilles sont importés, mais pendant la guerre le ravitaillement devient difficile et M. Guisan prend contact en 1943 avec une maison française en vue d'acquérir en 1944 le procédé d'étirage des tubes en acier inoxydable pour la fabrication d'aiguilles .
Pendant la même période, la maison Wander AG à Berne manifeste de l'intérêt pour la branche médicale et s'intéresse financièrement à des entreprises suisses, en vue de développer la vente des produits de ces sociétés, notamment à l'exportation.
Ainsi, cette maison s'intéresse, entre autres, à une fabrique de seringues et à la fabrique d'aiguilles de P.-J. Guisan S.A. En même temps, elle soutient les efforts déployés par M. Guisan pour se rendre indépendant dans l'approvisionnement en tubes d'acier inoxydable grâce à une fabrication propre.
La maison Wander  prend une participation de 50 % dans la P.-J. Guisan S.A., puis également dans la société Microtube S.A., que M.Guisan fonde en 1944 pour l'étirage de tubes en acier inoxydable.
En 1946, le responsable de toute l'activité de la branche médicale de la Maison Wander, M. Künzli, fonde une société sous le nom d'Intramed S.A, à Berne. Il achète à la maison Wander toutes les participations qu'elle avait acquises. Intramed développe la vente d'un grand éventail d'articles de la branche médicale. Les piliers principaux de l'activité sont toutefois les seringues et les aiguilles hypodermiques.
J. Künzli voit très grand et, en peu de temps, l'organisation qu'il crée et développe n'est plus en rapport avec les résultats obtenus. de sorte que vers la fin 1949, le début 1950, la société doit entrer en liquidation.
À cette époque, une société de commerce de Lausanne, Socorex S.A., cherche à placer des capitaux dans l'industrie et achète à Intramed les droits de marque, l'activité et la moitié du capital de la fabrique d'aiguilles P.-J. Guisan S.A. L'autre moitié, détenue par M. Guisan, est acquise en même temps. Socorex prend des options sur les autres actions de la Maison Microtube et de la fabrique de seringues Isba Instruments Scientifiques S.A., à Bassecourt, options auxquelles elle renonce à la fin de l'année 1950. Toutefois, elle continue l'activité de la Maison Intramed aussi dans le domaine des seringues, sans être intéressée au capital de cette fabrique. L'activité se concentre de plus en plus sur les aiguilles et les seringues seulement, et petit à petit les autres articles disparaissent. Par contre, la vente des deux articles principaux est développée et la marque Socorex  se fait connaître dans les cinq continents.
En 1954, les propriétaires de Socorex S.A. décident de se séparer de cette activité ; ils la vendent à une nouvelle société, sous le nom de Socorex Instruments Médicaux S.A., société dans laquelle sont intéressés principalement le propriétaire de la fabrique M. Hertig, ainsi que M. Karl Schoenholzer, qui était fondé de pouvoir de Socorex S.A. Cette société continue l'activité de Socorex S.A. dans les mêmes locaux, et la concentration sur les aiguilles et les seringues se profile encore plus clairement.
La société exporte environ 70 à 80 % des seringues et des aiguilles fabriquées en Suisse.
En 1958, MM. Hertig et Schoenholzer décident de se séparer. M. Hertig, qui est propriétaire de la fabrique de seringues, garde le domaine des seringues de la maison Socorex Instruments Médicaux S.A., qui devient plus tard Socorex-Isba S.A.
M. Karl Schoenholzer reprend la fabrication et l'exportation des aiguilles sous une nouvelle raison sociale, Unimed S.A.

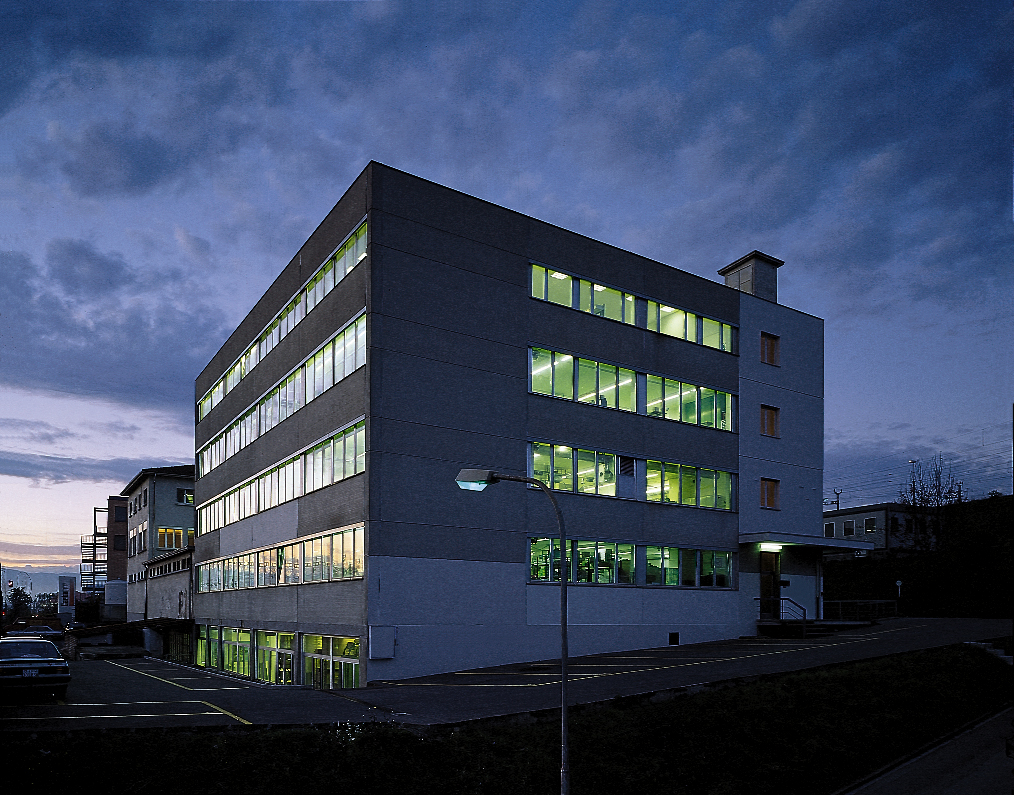
Siège social d'Unimed à Lausanne

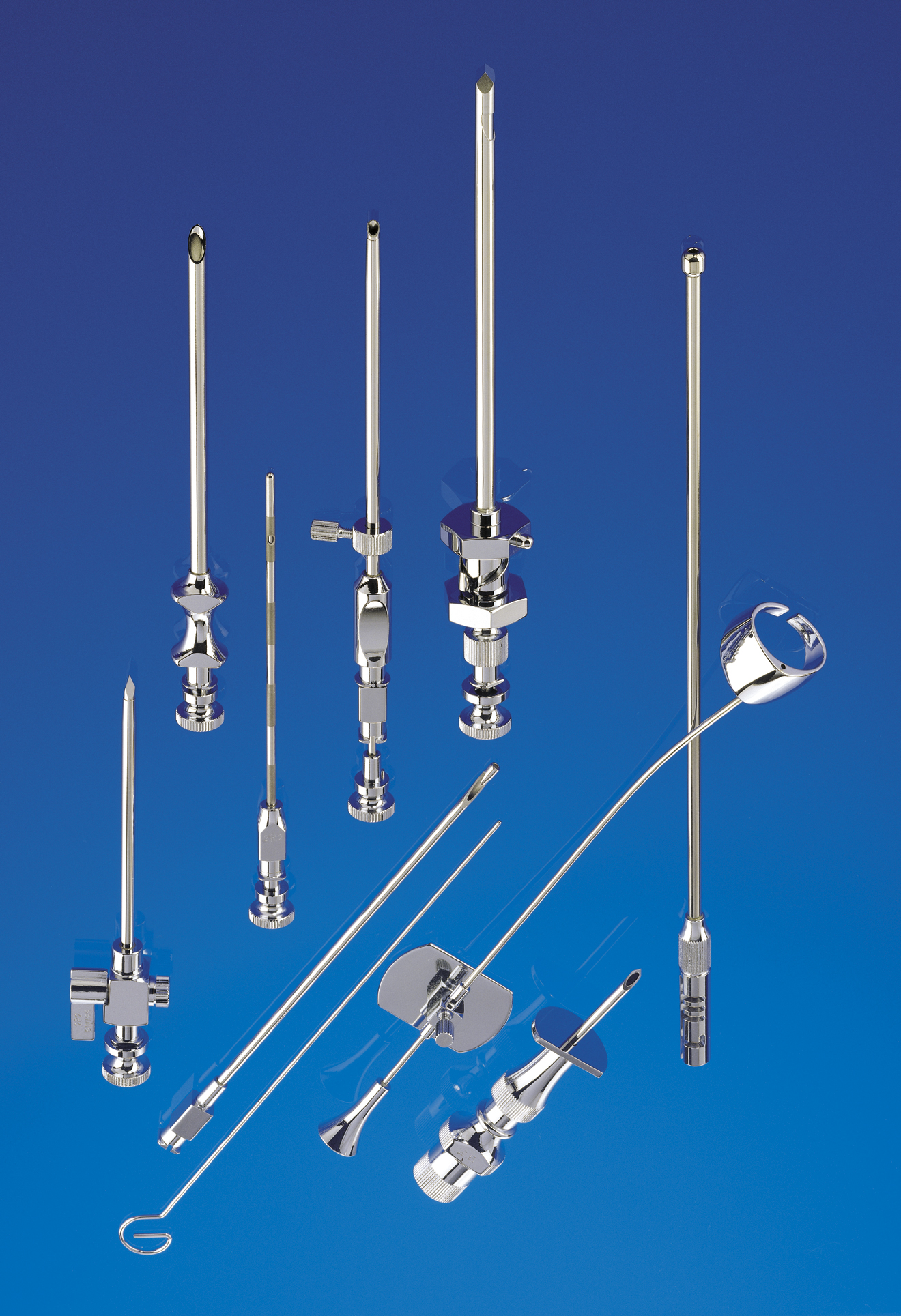
Dispositifs médicaux fabriqués par Unimed

## Histoire
la Maison Unimed S.A. se spécialise de plus en plus dans le domaine des aiguilles médicales et développe aussi la fabrication des aiguilles chirurgicales commencée en 1951 par Socorex S.A., après que cet article a été  fabriqué avec peu de succès par une petite usine à Sorvilier exploitée à l'époque par Intramed S.A.
En parallèle, le programme de vente des aiguilles médicales se développe et le domaine des aiguilles vétérinaires fait également partie du programme de fabrication. Souvent, les aiguilles sont produites en petites séries. L'entreprise offre de multiples modèles se déclinant eux-mêmes en de multiples dimensions. La vente se fait par le commerce spécialisé en Suisse et à l'étranger.
En 1981, Patrick Schoenholzer, fils de Karl Schoenholzer et ingénieur diplômé de l'école polytechnique fédéral de Lausanne entre dans l'entreprise. À cette époque, les coûts croissants de reconditionnement des articles réutilisables et les craintes liées à l'apparition du virus du SIDA, pèsent lourdement sur les ventes et conduisent à une diminution rapide des ventes des articles standards, dès la deuxième moitié des années 1980.
Il est alors décidé de donner une nouvelle orientation à l'entreprise en offrant à ses clients un service de fournisseur de tubes en acier inoxydable, ainsi qu'en mettant à disposition son savoir-faire dans le travail à façon de ces tubes en acier inoxydable. Unimed devient alors un sous-contractant pour un certain nombre de nouveaux clients dans des domaines tels que le médical, le pharmacologique et les laboratoires.
En parallèle, on développe ces nouvelles activités en les accompagnant par une campagne promotionnelle par les journaux, visant à faire connaître Unimed dans ces secteurs.
Aujourd'hui, Unimed possède plus de 1 500 clients dans 70 pays et le travail à façon est devenu une des activités majeures de l'entreprise qui fournit donc des produits terminés ou semi-terminés pour ses clients, qui s'occupent eux, de mettre le produit sur le marché, en leur nom.